# Порте-д’Аспе
Порте́-д’Аспе́ (фр. Portet-d'Aspet, окс. Portèth d'Aspèth) — коммуна во Франции, находится в регионе Юг — Пиренеи. Департамент — Верхняя Гаронна. Входит в состав кантона Аспе. Округ коммуны — Сен-Годенс.
Код INSEE коммуны — 31431.

## География
Коммуна расположена приблизительно в 670 км к югу от Парижа, в 90 км к юго-западу от Тулузы.
Большую часть территории коммуны занимают леса.

## Климат
Климат умеренно-океанический. Зима мягкая и снежная, весна характеризуется сильными дождями и грозами, лето сухое и жаркое, осень солнечная. Преобладают сильные юго-восточные и северо-западные ветры.

## Население
Население коммуны на 2010 год составляло 71 человек.
| 1962 | 1968 | 1975 | 1982 | 1990 | 1999 | 2010 |
| ---- | ---- | ---- | ---- | ---- | ---- | ---- |
| 116  | 114  | 68   | 65   | 75   | 67   | 71   |

## Экономика
В 2010 году среди 37 человек трудоспособного возраста (15—64 лет) 24 были экономически активными, 13 — неактивными (показатель активности — 64,9 %, в 1999 году было 63,6 %). Из 24 активных жителей работали 17 человек (10 мужчин и 7 женщин), безработных было 7 (5 мужчин и 2 женщины). Среди 13 неактивных 0 человек были учениками или студентами, 5 — пенсионерами, 8 были неактивными по другим причинам.

## Фотогалерея
- Порте-д’Аспе
- Карта коммуны